# Прайоджана
Прайо́джана (IAST: Prayojana) — санскритский термин, означающий конечную цель, ради которой совершается действие. Наряду с самбандхой и абхидхеей является одним из трёх основополагающих понятий гаудия-вайшнавского богословия, где он используется для обозначения конечной, высшей цели жизни — премы, или чистой любви к Кришне.
В ведийской литературе говорится о вечных взаимоотношениях дживы с Кришной. Информация об этих взаимоотношениях называется самбандхой. Понимание дживой этих взаимоотношений и последующее действие на основе этого понимания называется абхидхея. Достижение премы, или чистой любви к Кришне, и возвращение в духовный мир, в общество Кришны и его спутников — это конечная цель жизни, которая называется прайоджана. В этой цели заключён наивысший интерес дживы. В своей книге «Гаятри-махима-мадхури», Маханидхи Свами объясняет: «Прайоджана — конечное предназначение, заключительный момент, вывод, необходимость или объект, на который направлена деятельность в абхидхее. Кришна-према — это то, чем завершается и на что направлена вся деятельность в преданном служении».
В гаудия-вайшнавизме, Рагхунатха Даса Госвами почитается как прайоджана-ачарья, то есть «тот, кто собственным примером учит высшей цели человеческой жизни». Божеством прайоджаны является мурти Радха-Гопинатха во Вриндаване.